# La moglie ingenua e il marito malato
La moglie ingenua e il marito malato è un romanzo di Achille Campanile, scritto in uno stile che allude alla narrazione cinematografica, con prevalenza di flashback. Nel 1989 ne è stato tratto un film omonimo per la televisione diretto da Mario Monicelli.

## Adattamento teatrale
L'autore ha ricavato dal suo romanzo una commedia in tre atti, andata in onda alla radio a cura della Compagnia Teatrale della Rai.

## Edizioni
- Achille Campanile, La moglie ingenua e il marito malato, Rizzoli & C., Milano 1941
- Achille Campanile, La moglie ingenua e il marito malato: romanzo, Rizzoli, Milano 1961
- Achille Campanile, La moglie ingenua e il marito malato, Rizzoli, Milano 1984
- La moglie ingenua e il marito malato: commedia in tre atti di Achille Campanile; regia di Umberto Benedetto; Compagnia di prosa di Firenze della Rai
- Achille Campanile, La moglie ingenua e il marito malato e altre quindici commedie, introduzione di Vincenzo Marinelli, BUR opere di, Milano 2003
- Achille Campanile; La moglie ingenua e il marito malato, introduzione di Vincenzo Marinelli, BUR Rizzoli, Milano 2012; ivi 2018